# Leucopogon obtectus
Leucopogon obtectus är en ljungväxtart som beskrevs av George Bentham. Leucopogon obtectus ingår i släktet Leucopogon och familjen ljungväxter. Inga underarter finns listade i Catalogue of Life.